# Référendum géorgien de 2003
Le référendum géorgien de 2003 est un référendum ayant eu lieu le 2 novembre 2003 en Géorgie. Il vise à réduire le nombre de sièges au parlement de 230 à 150. Il est approuvé à 89,61 % pour un taux de participation de 63,89 %.